# 堪狄巴
堪狄巴(梵文：Dukhandi)，印度大乘密宗人士，八十四成就者之一。

## 簡介
「堪狄」譯意為「融二為一的人」。他本是清道夫，行乞於甘達鋪喇。他總是從垃圾堆收集破布，精細的縫製衣裳。一名瑜珈士感嘆他的窮苦生活，便傳授他佛法。然而勘狄巴卻縫衣服的雜念所擾，於是瑜珈士授予他以念為道的法門，經過十二年，終於證得大手印，利益無數眾生後進入本尊淨土。